# 東京大學綜合研究博物館

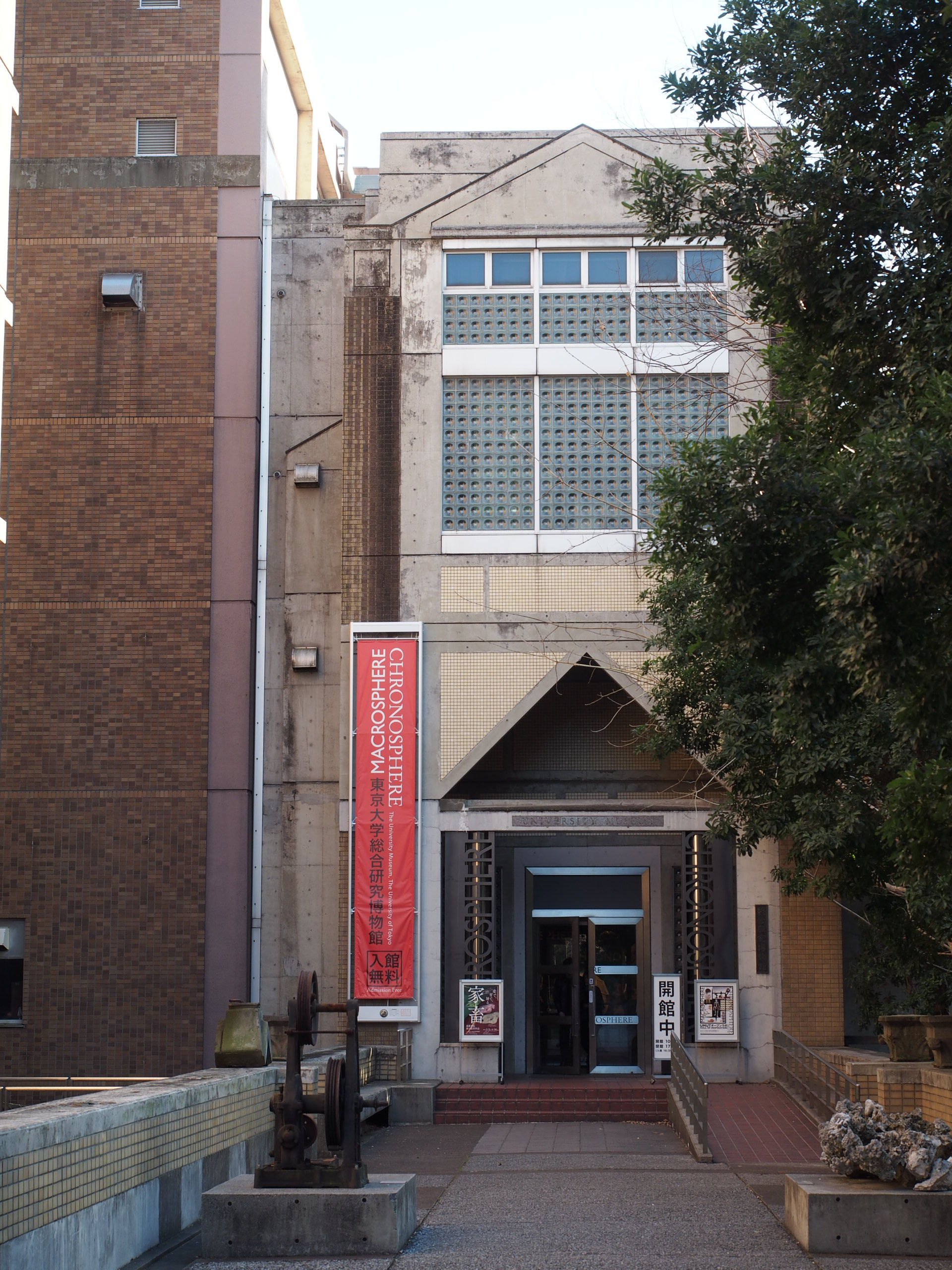

東京大學綜合研究博物館（日语：東京大学総合研究博物館，とうきょうだいがくそうごうけんきゅうはくぶつかん，The University Museum, The University of Tokyo）是東京大學設置的一個教育研究機構和博物館。這座博物館設立於1966年4月。博物館本館位於東京大學本鄉校區內，並設有小石川分館。小石川分館在1970年被指定為重要文化財。

## 外部連結
- 東京大学総合研究博物館 （页面存档备份，存于）